# Tuffi ai campionati mondiali di nuoto 2025
Le competizioni di tuffi ai campionati mondiali di nuoto 2025 si sono svolte dal 26 luglio al 3 agosto 2025 presso l'OCBC Aquatic Centre di Singapore.
Si sono disputate in totale 13 gare: 5 maschili, 5 femminili e 3 miste.

## Calendario
| Data           | Ora (UTC+2) | Evento                                         |
| -------------- | ----------- | ---------------------------------------------- |
| 26 luglio 2025 | 04:00       | Eliminatorie trampolino 1 m femminile          |
| 26 luglio 2025 | 09:30       | Finale squadra mista                           |
| 26 luglio 2025 | 12:00       | Finale trampolino 1 m femminile                |
| 27 luglio 2025 | 04:00       | Eliminatorie trampolino 1 m maschile           |
| 27 luglio 2025 | 09:00       | Finale piattaforma 10 m sincro misti           |
| 27 luglio 2025 | 11:30       | Finale trampolino 1 m maschile                 |
| 28 luglio 2025 | 04:00       | Eliminatorie trampolino 3 m sincro maschile    |
| 28 luglio 2025 | 07:30       | Eliminatorie piattaforma 10 m sincro femminile |
| 28 luglio 2025 | 10:00       | Finale trampolino 3 m sincro maschile          |
| 28 luglio 2025 | 12:00       | Finale piattaforma 10 m sincro femminile       |
| 29 luglio 2025 | 03:00       | Eliminatorie trampolino 3 m sincro femminile   |
| 29 luglio 2025 | 06:00       | Eliminatorie piattaforma 10 m sincro maschile  |
| 29 luglio 2025 | 09:30       | Finale trampolino 3 m sincro femminile         |
| 29 luglio 2025 | 11:30       | Finale piattaforma 10 m sincro maschile        |
| 30 luglio 2025 | 04:00       | Eliminatorie piattaforma 10 m femminile        |
| 30 luglio 2025 | 11:00       | Finale trampolino 3 m sincro misti             |
| 31 luglio 2025 | 03:00       | Eliminatorie trampolino 3 m maschile           |
| 31 luglio 2025 | 09:30       | Semifinale piattaforma 10 m femminile          |
| 31 luglio 2025 | 12:15       | Finale piattaforma 10 m femminile              |
| 1 agosto 2025  | 03:00       | Eliminatorie trampolino 3 m femminile          |
| 1 agosto 2025  | 08:00       | Semifinale trampolino 3 m maschile             |
| 1 agosto 2025  | 11:30       | Finale trampolino 3 m maschile                 |
| 2 agosto 2025  | 03:00       | Eliminatorie piattaforma 10 m maschile         |
| 2 agosto 2025  | 09:00       | Semifinale trampolino 3 m femminile            |
| 2 agosto 2025  | 12:00       | Finale trampolino 3 m femminile                |
| 3 agosto 2025  | 04:00       | Semifinale piattaforma 10 m maschile           |
| 3 agosto 2025  | 11:30       | Finale piattaforma 10 m maschile               |

## Podi

### Uomini
| Evento                      | Oro                              | Punteggio | Argento                                           | Punteggio | Bronzo                                     | Punteggio |
| --------------------------- | -------------------------------- | --------- | ------------------------------------------------- | --------- | ------------------------------------------ | --------- |
| Tuffi individuali           |                                  |           |                                                   |           |                                            |           |
| Trampolino 1 m (dettagli)   | Zheng Jiuyuan                    | 443,70    | Osmar Olvera                                      | 429,60    | Yan Siyu                                   | 405,50    |
| Trampolino 3 m (dettagli)   | Osmar Olvera                     | 529,55    | Zheng Jiuyuan                                     | 522,70    | Wang Zongyuan                              | 515,50    |
| Piattaforma 10 m (dettagli) | Cassiel Rousseau                 | 534,80    | Oleksij Sereda                                    | 522,70    | Randal Willars                             | 511,95    |
| Tuffi sincronizzati         |                                  |           |                                                   |           |                                            |           |
| Trampolino 3 m (dettagli)   | Cina Wang Zongyuan Zheng Jiuyuan | 467,31    | Messico Juan Manuel Celaya Osmar Olvera           | 449,28    | Gran Bretagna Anthony Harding Jack Laugher | 405,33    |
| Piattaforma 10 m (dettagli) | Cina Cheng Zilong Zhu Zifeng     | 429,63    | Atleti Neutrali B Nikita Šlejcher Ruslan Ternovoj | 428,70    | Stati Uniti Joshua Hedberg Carson Tyler    | 410,70    |

### Donne
| Evento                      | Oro                         | Punteggio | Argento                                         | Punteggio | Bronzo                              | Punteggio |
| --------------------------- | --------------------------- | --------- | ----------------------------------------------- | --------- | ----------------------------------- | --------- |
| Tuffi individuali           |                             |           |                                                 |           |                                     |           |
| Trampolino 1 m (dettagli)   | Maddison Keeney             | 308,00    | Li Yajie                                        | 290,25    | Chiara Pellacani                    | 270,80    |
| Trampolino 3 m (dettagli)   | Chen Yiwen                  | 389,70    | Chen Jia                                        | 356,40    | Chiara Pellacani                    | 323,20    |
| Piattaforma 10 m (dettagli) | Chen Yuxi                   | 430,50    | Pauline Pfeif                                   | 367,10    | Xie Peiling                         | 358,20    |
| Tuffi sincronizzati         |                             |           |                                                 |           |                                     |           |
| Trampolino 3 m (dettagli)   | Cina Chen Jia Chen Yiwen    | 325,20    | Gran Bretagna Yasmin Harper Scarlett Mew Jensen | 298,35    | Messico Lía Cueva Mía Cueva         | 294,36    |
| Piattaforma 10 m (dettagli) | Cina Zhang Minjie Chen Yuxi | 349,26    | Messico Alejandra Estudillo Gabriela Agúndez    | 304,80    | Corea del Nord Kim Mi-hwa Jo Jin-mi | 293,34    |

### Misto
| Evento                      | Oro                                             | Punteggio | Argento                                                              | Punteggio | Bronzo                                                  | Punteggio |
| --------------------------- | ----------------------------------------------- | --------- | -------------------------------------------------------------------- | --------- | ------------------------------------------------------- | --------- |
| Tuffi sincronizzati         |                                                 |           |                                                                      |           |                                                         |           |
| Trampolino 3 m (dettagli)   | Italia Chiara Pellacani Matteo Santoro          | 308,13    | Australia Cassiel Rousseau Maddison Keeney                           | 307,26    | Cina Cheng Zilong Li Yajie                              | 305,70    |
| Piattaforma 10 m (dettagli) | Cina Zhu Yongxin Xie Peiling                    | 323,04    | Corea del Nord Choe Wi-hyon Jo Jin-mi                                | 322,98    | Atleti Neutrali B Oleksandr Bondar Anna Konanykhina     | 311,88    |
| Squadra (dettagli)          | Cina Chen Yiwen Chen Yuxi Cheng Zilong Cao Yuan | 466,25    | Messico Randal Willars Alejandra Estudillo Zyanya Parra Osmar Olvera | 426,30    | Giappone Sayaka Mikami Shō Sakai Reo Nishida Rin Kaneto | 409,65    |

## Medagliere
| Pos.   | Paese             | Oro | Argento | Bronzo | Totale |
| ------ | ----------------- | --- | ------- | ------ | ------ |
| 1      | Cina              | 9   | 3       | 4      | 16     |
| 2      | Australia         | 2   | 1       | 0      | 3      |
| 3      | Messico           | 1   | 4       | 2      | 7      |
| 4      | Italia            | 1   | 0       | 2      | 3      |
| 5      | Gran Bretagna     | 0   | 1       | 1      | 2      |
| 5      | Corea del Nord    | 0   | 1       | 1      | 2      |
| 5      | Atleti Neutrali B | 0   | 1       | 1      | 2      |
| 8      | Germania          | 0   | 1       | 0      | 1      |
| 8      | Ucraina           | 0   | 1       | 1      | 0      |
| 6      | Giappone          | 0   | 0       | 1      | 1      |
| 6      | Stati Uniti       | 0   | 0       | 1      | 1      |
| Totale | Totale            | 13  | 13      | 13     | 39     |